# Удріку-Тугаська сільська рада
У́дріку-Ту́гаська сільська рада (ест. Udriku-Tuha külanõukogu, рос. Удрику-Тухаский сельский совет) — сільська рада в Естонській РСР, адміністративно-територіальна одиниця в складі повіту Вірумаа (1945—1950) та Тапаського району (1950—1954).

## Населені пункти
Сільській раді підпорядковувалися села: Кіку (Kiku), Удріку-Салла (Udriku-Salla), Мянніку (Männiku), Кирбсе-Орапере (Kõrbse-Orapere), Удріку-Туга (Udriku-Tuha), Поллі (Polli), Нимме (Nõmme), Токолопі (Tokolopi), Панказе (Pankase), Мяо (Mäo).

## Історія
13 вересня 1945 року на території волості Ундла у Віруському повіті утворена Удріку-Тугаська сільська рада з центром у селі Удріку-Туга.
26 вересня 1950 року, після скасування в Естонській РСР повітового та волосного поділу, сільська рада ввійшла до складу новоутвореного Тапаського сільського району.
17 червня 1954 року в процесі укрупнення сільських рад Естонської РСР Удріку-Тугаська сільська рада ліквідована. Її територія склала південно-західну частину новоутвореної Кадрінаської сільської ради.